# Districtul Lahmar
Lahmar este un district din provincia Béchar, Algeria.